# 服务
服務，意思是指履行職務，為他人做事，並使他人從中受益的一種有償或無償的活動，不以实物形式而以勞動的形式滿足他人某種特殊需要。其它一般西洋地區的這句話是個經濟用語，涵蓋所有在買賣過程後不會有物品留下，提供其效用來滿足客戶的這類無形產業。這也就是英國經濟學家Colin Grant Clark所提到「斐帝-克拉克法則」中所謂的「第三產業」。
中文裡自古服务這句話就是为其他人提供的劳动，例如《論語》為政篇中「有事，弟子服其勞，有酒食，先生饌。」不過在現代社會中，服務的涵義越來越廣泛，以產品和服務來做個區別來說，產品是屬於有形的財產，從原物料去生產創造這些產品的行業統稱為製造業，是個有形可以被保存的財產，一般在分類裡是屬於「第二產業」；但用产品制成后，利用這些產品去賺取利益，所提供的這類服務性職業，就是屬於無形的財產。

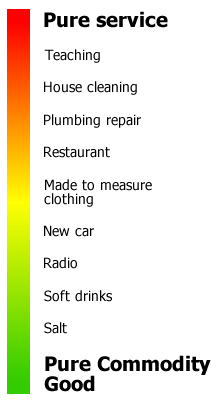
商品與勞務的光譜

马克思在资本论里面认为：服务是使財貨的使用价值得到发挥。它是劳动的一部分。